# Annaphila diva
Annaphila diva là một loài bướm đêm trong họ Noctuidae.